# Comfortably Numb
"Comfortably Numb" é uma canção da banda britânica de rock Pink Floyd, escrita pelo guitarrista David Gilmour e por Roger Waters, baixista da banda. Foi gravada no álbum duplo The Wall de 1979. É uma das canções mais reconhecidas da banda, especialmente por seus solos de guitarra. Está na posição 129 na lista "500 melhores canções de todos os tempos" da Rolling Stone.

## Concepção
Comfortably Numb foi inicialmente uma ideia de David Gilmour, que pretendia inseri-la no seu primeiro álbum de originais a solo. Contudo, optou por trazer a música para a banda, onde foi trabalhada juntamente com Roger Waters.
A ideia da letra de "Comfortably Numb" surgiu a Roger Waters num dia da digressão do álbum Animals pelos Estados Unidos, onde se encontrava numa situação semelhante à de Pink. Waters sofria de um problema no fígado e teve de ser examinado por um médico num procedimento muito semelhante ao descrito nesta canção.
A letra da canção em diversos momentos remete justamente a esse universo das drogas, solidão e desesperança. Talvez no auge da música, nas últimas estrofes, encontramos uma das frases de efeito mais fortes da música:
| “ | (...) the child's grown the dream's gone and I have become Comfortably Numb | ” |

| “ | (...) a criança cresceu o sonho se foi e eu me tornei confortavelmente entorpecido | ” |

## Curiosidades
Comfortably Numb também é conhecida pelo fato de ter em todas as suas versões, o solo final executado de forma diferente, assim, ganhando várias versões para ser escutada.
Foi executada na turnê: Is There Anybody Out There de 1980 a 1981, com David Gilmour tocando-a em um muro de mais de dez metros.
O solo da canção inclusive é constantemente apontado como o maior do grupo e o mais bonito de todos os tempos.
Durante a turnê The Wall Live, em 12 de maio de 2011 na O2 Arena em Londres, David Gilmour tocou e cantou Comfortably Numb em cima de um muro no palco.